# Vall de Núria
La estación de esquí de Vall de Núria está situada en el Valle de Nuria (Pirineo Catalán).

## Descripción
Una pequeña estación de esquí familiar y acogedora, dotada de un sistema de innivación que permite practicar el esquí o snowboard durante toda la temporada. Las vistas son magníficas, rodeada de picos de hasta 2900 metros de altitud. La única forma de acceder a la estación es por un tren cremallera, uno de los pocos existentes en España.

## Servicios
Dispone de todos los servicios habituales en estos centros: escuela de esquí, restaurante, hoteles, tiendas, teléfonos, incluso dispone de una biblioteca-cartoteca y un auditorio.